# 列夫·托爾斯泰
列夫·尼古拉耶維奇·托爾斯泰 伯爵（羅馬化：Lev Nikolayevich Tolstoy；1828年9月9日［儒略曆8月28日］—1910年11月20日［儒略曆11月7日］），俄國小说家、哲学家、政治思想家，也是非暴力的基督教无政府主义者和教育改革家。他是托爾斯泰家族中最有影响力的一位。
作为杰出的艺术巨匠，托尔斯泰创作有三大特点：清醒的现实主义，卓越的心理描写，非凡的艺术表现力。
托尔斯泰著有《戰爭與和平》、《安娜·卡列尼娜》和《復活》這幾部被视作经典的長篇小說，也因此被认为是世界最伟大的小说家之一。在文学创作和社会活动的過程中，他提出的“托尔斯泰主义”，对很多政治运动有着深刻影响。 

## 早年经历

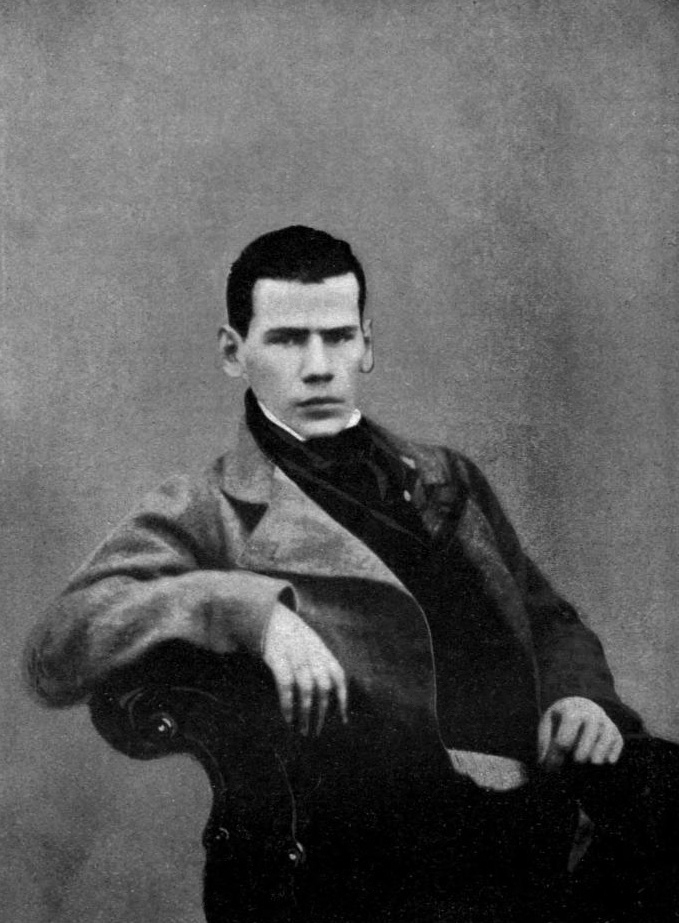
1848年，20岁时的托尔斯泰

1828年8月28日，托尔斯泰诞生于位於莫斯科以南約200公里的亚斯纳亚波利亚纳庄园，距離图拉僅10公里。托爾斯泰家族是非常知名的古老俄羅斯貴族之一。小时候，托尔斯泰双亲就已去世，因此他由亲戚抚养長大。托尔斯泰的父親尼古拉·伊里奇·托尔斯泰曾參加1812年拿破崙進攻莫斯科的俄法戰爭。
1844年，他进入喀山大学学习法律与东方语言，他的老师称他“既不懂也不愿意学”。后来他选择直接辍学。
1847年，他回到亚斯纳亚-博利尔纳「晴園」，希望经营「晴園」同时自行安排学业。他给贫苦农民送茅草，但随后就将大量时间花费在莫斯科圣彼得堡的社交场所中，最後欠下了一大笔赌债。
1851年，托尔斯泰和他的兄长一同前往高加索当兵，此时他尝试写作，对自己的行为进行分析。1852年，他参加了一场战斗，表现勇敢，且发表了小说《童年》，透過小主人翁单纯的内心世界的細膩描写，展示了一位聪颖、敏感儿童的精神成长过程。

## 写作生涯

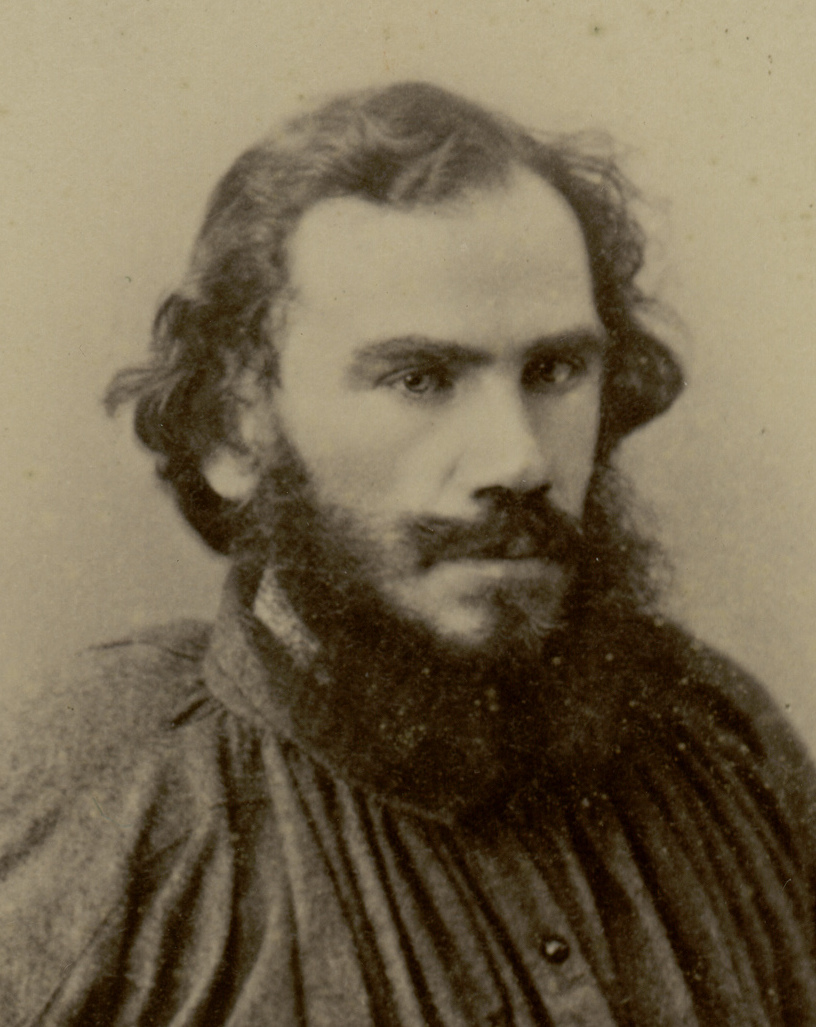
1868年的托尔斯泰

1853年，托尔斯泰讀到屠格涅夫的《獵人筆記》，非常欽佩。1854年托爾斯泰被調往多瑙河戰線，並參與克里米亞戰爭中的塞瓦斯托波爾圍城戰，體會到戰爭的殘酷。這段時間他繼續分析自己的成長歷程，寫成《少年》和《青年》，這兩本書也成為研究他思想成長的重要資料。此後他將自己的戰爭經歷寫成《塞瓦斯托波爾故事集》，發表之後很受歡迎。從那時起他開始在文學界小有名聲，屠格涅夫和涅克拉索夫都對他抱有很高期望。
1855年11月，托尔斯泰離開軍隊回到聖彼得堡，這一段時間他很矛盾，他重新投入娛樂圈子，酗酒好賭，而同時他自己又清楚的覺得不能再如此，並對別人類似的行為大加撻伐。這種偏激的個性使得他很快不被文學圈子所容。最典型的就是他與屠格涅夫的關係。屠格涅夫性情溫和，他對托爾斯泰抱有一種父輩的感情，非常讚賞他的天賦，希望他不要虛度光陰，認為如果他不浪費自己的天才的話將比任何人都有成就。青年的托爾斯泰有時候和屠格涅夫相處很好，但是也常發生激烈的爭吵，最終導致兩人1861年的長達17年的決裂，在給朋友的信中說“屠格涅夫令人厭煩。……他才華橫溢，但他就像一個依靠管道送水的噴泉，你始終擔心他會很快斷水枯竭。”
1857年，游历西欧，並写成短篇小说《琉森》。1863年，托爾斯泰發表中篇小說《哥薩克》，這是他總結早期創作后提出的自己貴族平民化的觀點。
1865年到1869年，托爾斯泰完成劃時代的巨著《戰爭與和平》。
1873年到1877年，托尔斯泰完成另一巨著——《安娜·卡列尼娜》。陀思妥耶夫斯基称“《安娜·卡列尼娜》是欧洲文坛上没有任何一部作品可以与之相媲美的、白璧无瑕的艺术珍品。作者本人是空前绝后的艺术大师”。
1879年托爾斯泰在《忏悔录》中寫道：“我有一些困惑的时候。生活停顿下来，仿佛自己不知道该怎样生活，或该做些什么；我感到迷茫，不知所措，人也变得忧郁……”。
1889年開始撰寫《復活》，十年後完稿。

## 个人生活

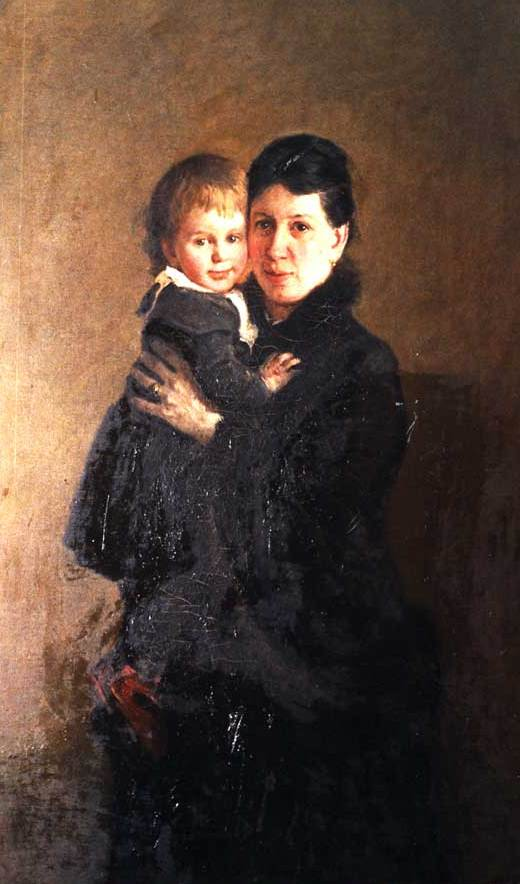
托爾斯泰的妻子索菲亚·别尔斯和小女兒亚历山德拉·托尔斯泰娅

1862年9月23日，34歲的托尔斯泰与年僅18歲的索菲亚·别尔斯结婚。索菲亚是沙皇御医的女兒。托尔斯泰和索菲亚之间共生了13个孩子，其中有5个孩子夭折。
这段婚姻从一开始就是激情使然。在他们结婚前夕，托尔斯泰给了他妻子自己的日记，里面详细记录了他过去的性经历，包括和一名农奴生了一个孩子。即使如此，他们早期的婚姻还是幸福的。托尔斯泰有更大的自由和支持，使他能够在创作作品时有索尼娅担任他的秘书、编辑，以及管理家庭财务。
然而A.N. Wilson描述他们之后的婚姻生活是文学史上最大的不幸之一。随着托尔斯泰的信仰不断变得激进，他和妻子的关系也恶化了。托尔斯泰试图拒绝继承来的和赚取的财富。包括放弃他早期作品的版权。

## 晚年

1908年5月的托尔斯泰（普罗库金-戈斯基于亚斯纳亚波利亚纳摄；本照片亦为俄罗斯最早的彩色照片之一）

1910年11月10日，82歲高齡的托尔斯泰從自己的亚斯纳亚波利亚纳庄园秘密離家出走，伴他同行的有他的医生和小女儿亚历山德拉。托尔斯泰在途中患肺炎，最後客死在阿斯塔波沃車站的站长室裡。托爾斯泰彌留之際，全球各地的記者雲集這個小車站。11月22日，托尔斯泰被专列送回亚斯纳亚波利亚纳庄园并安葬在那里。阿斯塔波沃站于1918年更名为列夫·托尔斯泰站。托爾斯泰五歲時，大哥尼古拉告訴他一個秘密。只要把這個秘密解開，世界上就不再有貧窮、疾病和仇恨。他又說這個秘密已經寫在一根小綠棒上，綠棒就埋在小山澗旁的路邊。這個小綠棒的故事，令五歲的托爾斯泰神往不已，找尋綠棒是托爾斯泰年幼時最熱衷的冒險遊戲。托爾斯泰終其一生都在尋找傳說中的綠棒，死後也是被安葬在那片樹林裡。
在中國，《新青年》杂志1卷2号曾刊出翻译自《托尔斯泰的生活》一书的托爾斯泰之逃亡一文。

## 宗教信仰和政治理念

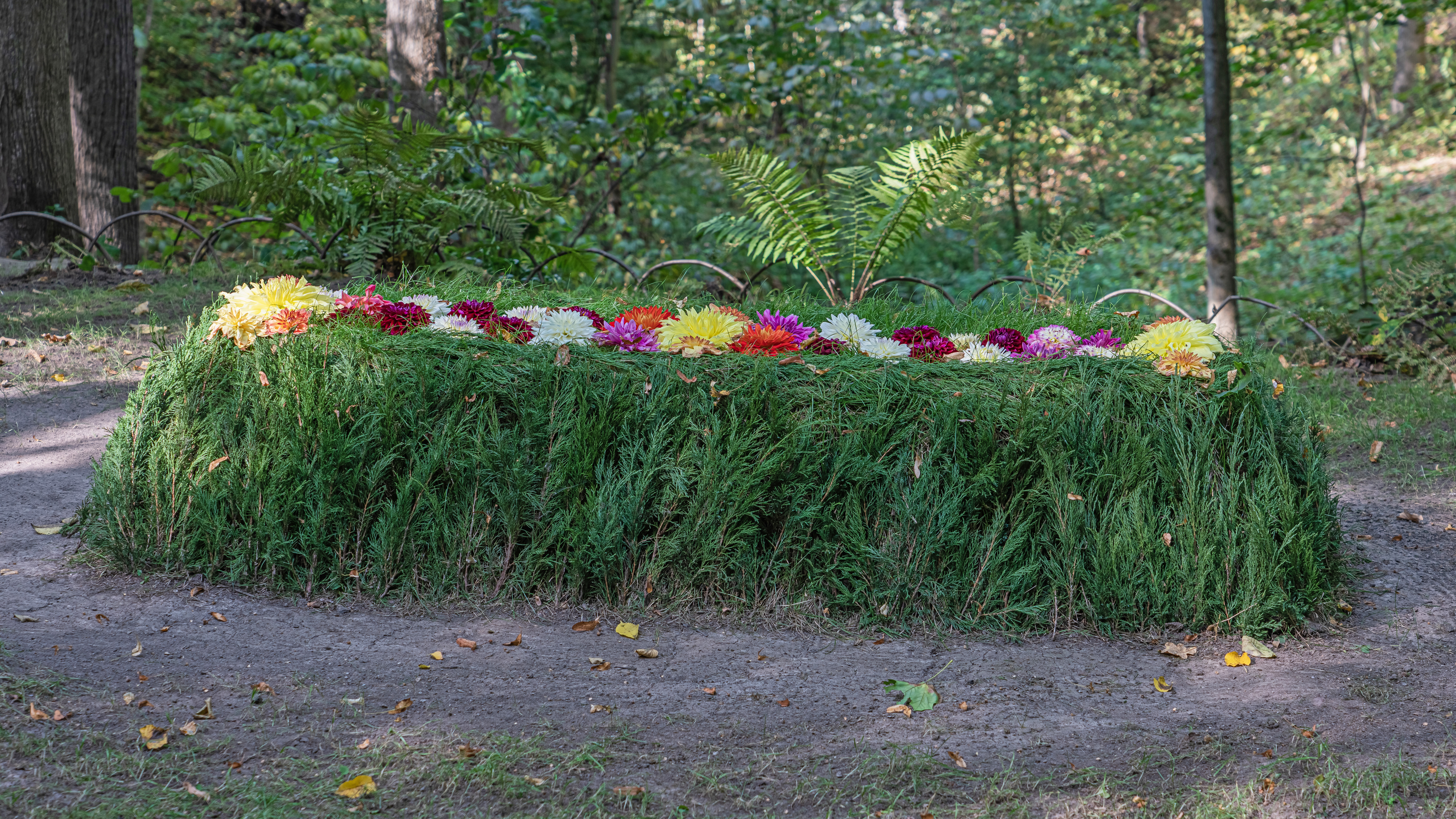
托尔斯泰的陵園位於亚斯纳亚波利亚纳

托尔斯泰在读过叔本华的《作为意志和表象的世界》后，开始逐渐转向该书所宣扬的苦行禁欲的生活。
在1884年，托尔斯泰写了一本名叫《什么是我的信仰》的书，在书中他公开地承认了他的基督教信仰。他声称自己信仰耶稣的教诲，特别是深受山上寶訓的影响，以及有关非暴力和和平主义的教条。美国貴格會介绍过托尔斯泰的非暴力主义思想给它的成员。1908年，托翁在致印度人民的公开信中谴责了英国殖民统治，宣扬“勿以暴抗恶”原则，鼓励印度人用“爱的原则”拯救自己。在英国就学时就喜爱托尔斯泰的甘地大为震动，于1909年开始与托翁书信交往，直到第二年托翁逝世。深受托翁感染的甘地在南非工作期間，建立了托尔斯泰农场，接受了“勿以暴抗恶”的思想，被罗曼·罗兰诩为“托翁圣火的传人”。
高尔基曾評價他：“不認識托爾斯泰者，不可能認識俄羅斯”。而同時代苏联政治家列宁评价托尔斯泰是“俄国革命的镜子”，是具有“最清醒的现实主义”的“天才的艺术家”。

## 诺奖提名
托尔斯泰于1902年至1906年间，每年均获得多次诺贝尔文学奖提名，并于1901年、1902年和1909年多次获得诺贝尔和平奖提名。而他从未获奖也成为诺贝尔奖历史上的巨大争议之一。